# (32249) 2000 OM45
2000 OM45 (asteroide 32249) é um asteroide da cintura principal. Possui uma excentricidade de 0.09253380 e uma inclinação de 9.84632º.
Este asteroide foi descoberto no dia 30 de julho de 2000 por LINEAR em Socorro.